# 考古奪寶
《考古奪寶》是一部由西蒙·斯通执导的2021年劇情片，改编自2007年约翰·普雷斯顿的同名小说，重现了1939年萨顿胡的挖掘故事。该片由嘉莉·慕萊根、雷夫·范恩斯、莉莉·詹姆斯、约翰尼·弗林、本·卓别林、肯·斯托特、阿奇·巴恩斯和莫妮卡·多兰主演。
该片于2021年1月15日在部分影院上映，随后于2021年1月29日在Netflix上进行流媒体播放。

## 剧情
影片讲述了在伊迪丝·普蒂的庄园上发现萨顿胡墓葬遗址的故事。

## 演員
- 嘉莉·慕萊根
- 雷夫·范恩斯
- 莉莉·詹姆斯
- 约翰尼·弗林（英语：Johnny Flynn (musician)）
- 本·卓别林（英语：Ben Chaplin）
- 肯·斯托特（英语：Ken Stott）
- 阿奇·巴恩斯
- 莫妮卡·多兰（英语：Monica Dolan）

## 制作
2018年9月报道，妮可·基德曼和雷夫·范恩斯正在谈判出演该片。然而到了2019年8月，基德曼不再参与该项目，嘉莉·慕萊根出演代替她。影片的版权也从BBC電影转移到了Netflix 。莉莉·詹姆斯在9月进入谈判，加入演员阵容。2019年10月，约翰尼·弗林、本·卓别林、肯·斯托特和莫妮卡·多兰加入了该片的演员阵容。
2019年10月开始在英国萨里郡的沙克尔福德进行主体拍摄，外景拍摄在萨福克郡的遗址发现地附近进行。

## 发行
该片于2021年1月15日在部分影院上映，随后于2021年1月29日在Netflix上进行流媒体播放。

## 外部連結
- 互联网电影数据库（IMDb）上《考古奪寶》的资料（英文）
- 豆瓣电影上《考古奪寶》的資料 （简体中文）